# Bestuursniveau
Een bestuursniveau of bestuurslaag is een onderdeel van de (federale) staat waar beslissingen worden genomen over bepaalde gebieden en bevoegdheden.  Landen zijn over het algemeen opgedeeld in minimaal twee bestuurslagen, maar soms ook meer.

## Nederland
In Nederland spreekt men ook van bestuurslagen, zoals de gemeente, de provincie, en het rijk. Ook in andere landen is deze term van toepassing, al wordt hij niet overal gebruikt. 
In Nederland is het bestuur opgedeeld in drie lagen:
| Het Rijk (het landsbestuur) |                            |
| De 12 provincies            | De 3 openbare lichamen BES |
| De 345 gemeenten            | De 3 openbare lichamen BES |

De drie openbare lichamen in Caribisch Nederland worden informeel wel 'bijzondere gemeenten' genoemd maar vallen buiten de indeling in provincies en gemeenten.
Hiernaast bestaan nog 21 waterschappen, die door de provincies worden ingesteld en opgeheven. De geografische indeling in waterschappen staat echter los van de indeling in provincies en gemeenten (de grenzen tussen de waterschappen vallen vaak niet samen met provincie- en gemeentegrenzen) en bovendien hebben de waterschappen beperktere bevoegdheden, daarom worden ze niet als bestuurslaag tussen provincies en gemeenten beschouwd.

## België
In België wordt de term 'bestuursniveau' gebruikt om aan te duiden welke instelling voor welke domeinen bevoegd is. 
In Vlaanderen en Wallonië ligt de provinciale bestuurslaag tussen de gemeentelijke en die van het gewest. Er zijn dus vier bestuurslagen. Het Brussels Hoofdstedelijk Gewest heeft geen provincies en dus drie bestuurslagen. Hierbij staan de federale staat, de gemeenschappen en de gewesten bovenaan, gevolgd door de provincies en daaronder de gemeenten. De twee laatste niveaus staan onder toezicht van de hogere overheden. In Antwerpen bestaan er ook nog districten onder het gemeentelijk niveau. Elk bestuursniveau heeft zijn eigen grondgebied en bevoegdheden, met een eigen wetgevende en uitvoerende macht. 
- België (federale overheid)
- Gewest (Vlaams, Waals, Brussels Hoofdstedelijk) en gemeenschap (Vlaamse, Franse, Duitstalige)
- Provincie
- Gemeente
- District

De jure bestaat er geen hiërarchie tussen de federale overheid, die van de gemeenschappen en die van de gewesten.

## Suriname
Suriname is onderverdeeld in tien districten, die op hun beurt zijn onderverdeeld in ressorten. Suriname kent geen gemeenten.
- Republiek Suriname
- 10 districten
- 62 ressorten

## Wereldwijd
Zie Bestuurslagen per land voor een wereldwijd overzicht van bestuurslagen.